# Burzliwe dzieje pirata Rabarbara
Burzliwe dzieje pirata Rabarbara – książka dla dzieci napisana przez Wojciecha Witkowskiego z ilustracjami Edwarda Lutczyna w 1979 roku.

## Opis książki
Niepokorny marynarz Rabarbar zbuntował się przeciw kapitanowi Octowi, uciekł ze statku „Kaczy Kuper” i postanowił zostać piratem. Pokonując niebezpieczeństwa, powrócił do swej żony Barbary, wkrótce doczekał się synka, Krztynka. Często wypływał w różne rejsy, które obfitowały w barwne przygody.

## Bohaterowie

### Rabarbar
Wielki, silny, brodaty i gruby marynarz, który został piratem. Jako marynarz pływał na statku „Pierś Łabędzia”, kiedy jednak dowództwo na statku przejął Kapitan Ocet, zmienił on nazwę statku na „Kaczy kuper”. Rabarbar bardzo lubi jeść, zwłaszcza grochówkę na wędzonce jego żony, spać i palić fajkę. Jest kapitanem statku „Nieustraszony, krwawy, mściciel, pogromca i postrach”, a prywatnie mężem Barbary i ojcem Krztynka. Mieszka z rodziną w domu na nadmorskiej skale.

### Barbara
Żona Rabarbara i matka Krztynka. Przyrządza znakomitą grochówkę. Często kłóci się z Rabarbarem, ale bardzo go kocha. Została królową balu sylwestrowego w ratuszu. Potrafi „wygrać” bitwę na morzu bez użycia broni (czego nie potrafi jej mąż).

### Krztynek
Syn Rabarbara i Barbary. Gdy się urodził, rodzice kłócili się o imię dla syna: Rabarbar chciał nazwać go Rabarbarek, Barbara zaś Barbarek. Jest lekko gruby i ma ogromny apetyt. Chce w przyszłości zostać piratem, jak jego ojciec. Świetnie pływa i nurkuje. Nie cierpi krowiego mleka i kaszki manny, a uwielbia arbuzy.

## Historia i nagrody
„Burzliwe dzieje pirata Rabarbara” wydane po raz pierwszy w 1979 roku zdobyły nagrodę w konkursie Czytelnika. Po sukcesie książki powstały „Dalsze burzliwe dzieje pirata Rabarbara”, które ukazały się w 1986 roku oraz „Jeszcze dalsze dzieje pirata Rabarbara” zostały napisane w 1987 i zilustrowane, jednak książka nie została wtedy wydana. Książki o Rabarbarze, ilustrowane przez Edwarda Lutczyna, powstały w latach osiemdziesiątych, zdobywając popularność, do czego przyczyniało się czytanie w radiu, adaptacje sceniczne i adaptacja telewizyjna.